# Mirza coquereli
Il microcebo di Coquerel (Mirza coquereli A. Grandidier, 1867) è un lemure della famiglia Cheirogaleidae, endemico del Madagascar.
Il nome della specie fu dato in onore dell'entomologo francese Charles Coquerel.
Fino al 1985, era ascritta al genere Microcebus; venne poi riclassificata in un genere monospecifico, Mirza, dove è rimasta fino al 2005, quando fu scoperta la congenere Mirza zaza.

## Descrizione
È una specie di taglia medio-piccola, che misura fino a mezzo metro di lunghezza, di cui almeno metà spetta alla lunga coda, munita di un folto e lungo pelame.

La pelliccia è grigio-bruna dorsalmente e sfuma nel giallo-biancastro ventralmente.

Gli occhi sono molto grandi, il muso conico e allungato, le orecchie ellittiche e piuttosto grandi anch'esse.

## Biologia
Si tratta di animali notturni, arboricoli, attivi durante tutto l'anno: a differenza degli assai simili microcebi, non vanno in letargo nei periodi siccitosi.
Inoltre, tendono a muoversi in gruppi di 4-5 individui, che si muovono nell'ambito di un piccolo territorio.
Costruiscono numerosi nidi sparsi per il territorio, nei quali si rifugiano durante il giorno: i maschi dormono singolarmente, le femmine a coppie.

### Alimentazione
Si nutre di frutta, fiori, e tutti i piccoli animali che riesce eventualmente a catturare: insetti, piccoli rettili e anfibi, uova di uccelli, resine vegetali.
Durante la stagione secca si nutre del liquido zuccherino secreto dalle larve di alcune specie di insetti omotteri della famiglia Flatidae.

### Riproduzione
Le femmine tendono ad accoppiarsi in ottobre: la gestazione dura attorno ai 3 mesi, al termine dei quali vengono partoriti da 1 a 4 cuccioli, che a un mese sono già svezzati e pronti ad allontanarsi dalla madre. La maturità sessuale viene raggiunta però solo attorno ai due anni d'età.

## Distribuzione e habitat
Questi animali vivono nelle foreste decidue della zona occidentale dell'isola, dal livello del mare sino a 700 m di altitudine. La popolazione più cospicua si trova nella parte sud-occidentale, tra il fiume Tsiribihina a nord e il fiume Onilahy a sud. Più a nord sono noti nuclei nella riserva speciale di Andranomena, nel parco nazionale Tsingy di Bemaraha e nella riserva naturale integrale Tsingy di Namoroka. Le popolazioni più settentrionali, nella regione del fiume Sambirano, sono ora identificate come appartenenti alla specie M. zaza.

## Conservazione
La IUCN Red List classifica questa specie come vulnerabile.

Parte del suo areale ricade all'interno delle seguenti aree protette: Parco nazionale di Kirindy-Mitea, Parco nazionale dell'Isalo, Parco nazionale di Zombitse-Vohibasia, Parco nazionale Tsingy di Bemaraha, Riserva naturale integrale Tsingy di Namoroka, Riserva speciale di Andranomena, Riserva di Analabe.